# Arrampicata ai Giochi mondiali 2013
Le competizioni di arrampicata si sono svolte ai Giochi mondiali 2013 a Cali in Colombia il 3 e 4 agosto.
Si sono disputate due specialità, difficoltà e velocità e vi hanno partecipato in tutto 72 atleti: diciotto uomini e diciotto donne per la difficoltà, diciotto uomini e diciotto donne per la velocità. I criteri di ammissione degli atleti sono stati decisi dalla International Federation of Sport Climbing.

## Specialità lead

### Uomini
| Pos. | Atleta                        | Paese         |
| ---- | ----------------------------- | ------------- |
|      | Ramón Julián Puigblanque      | Spagna        |
|      | Jakob Schubert                | Austria       |
|      | Magnus Midtboe                | Norvegia      |
| 4    | Hyunbin Min                   | Corea del Sud |
| 5    | Sean McColl                   | Canada        |
| 6    | Romain Desgranges             | Francia       |
| 7    | Stefano Ghisolfi              | Italia        |
| 8    | Domen Škofic                  | Slovenia      |
| 9    | Sebastian Halenke             | Germania      |
| 10   | Manuel Romain                 | Francia       |
| 11   | Dmitrij Fakir'janov           | Russia        |
| 11   | Mario Lechner                 | Austria       |
| 13   | Facundo Langbehn              | Cile          |
| 14   | Joseph Gifford                | Stati Uniti   |
| 15   | Reinaldo Camacho              | Venezuela     |
| 15   | Manuel Escobar                | Venezuela     |
| 17   | Juan Sebastián Arboleda Henao | Colombia      |

### Donne
| Pos. | Atleta               | Paese         |
| ---- | -------------------- | ------------- |
|      | Mina Markovič        | Slovenia      |
|      | Jain Kim             | Corea del Sud |
|      | Dinara Fachritdinova | Russia        |
| 4    | Charlotte Durif      | Francia       |
| 5    | Magdalena Röck       | Austria       |
| 6    | Matilda Söderlund    | Svezia        |
| 7    | Angela Eiter         | Austria       |
| 8    | Katharina Posch      | Austria       |
| 9    | Salomé Romain        | Francia       |
| 10   | Hélène Janicot       | Francia       |
| 10   | Evgenija Malamid     | Russia        |
| 12   | Johanna Ernst        | Austria       |
| 13   | Francis Rodríguez    | Venezuela     |
| 14   | Cicada Jenerik       | Stati Uniti   |
| 15   | Seuran Han           | Corea del Sud |
| 16   | Marcela Avellaneda   | Colombia      |
| 17   | Francis Guillen      | Venezuela     |
| 18   | Paola Vázquez        | Ecuador       |

## Specialità velocità

### Uomini
| Pos. | Atleta                | Paese       |
| ---- | --------------------- | ----------- |
|      | Dmitrij Timofeev      | Russia      |
|      | Stanislav Kokorin     | Russia      |
|      | Qixin Zhong           | Cina        |
| 4    | Daniïl Boldyrjev      | Ucraina     |
| 5    | Libor Hroza           | Rep. Ceca   |
| 6    | Volodymyr Zinčenko    | Ucraina     |
| 7    | Nikita Sujuškin       | Russia      |
| 8    | Evgenij Vajcechovskij | Russia      |
| 9    | Sergej Sinicyn        | Russia      |
| 10   | Josmar Nieves         | Venezuela   |
| 11   | Erik Noya             | Venezuela   |
| 12   | Sufriyanto Rindi      | Indonesia   |
| 13   | Ruslan Fajzullin      | Russia      |
| 14   | Leonel De Las Salas   | Venezuela   |
| 15   | Guangdong Li          | Cina        |
| 16   | Josh Levin            | Stati Uniti |
| 17   | Jaroslav Hontaryk     | Ucraina     |
| 18   | Jorge Hernández       | Colombia    |

### Donne
| Pos. | Atleta                   | Paese     |
| ---- | ------------------------ | --------- |
|      | Alina Gajdamakina        | Russia    |
|      | Marija Krasavina         | Russia    |
|      | Julija Kaplina           | Russia    |
| 4    | Aleksandra Rudzińska     | Polonia   |
| 5    | Anouck Jaubert           | Francia   |
| 6    | Julija Levočkina         | Russia    |
| 7    | Klaudia Buczek           | Polonia   |
| 8    | Esther Bruckner          | Francia   |
| 9    | Monika Prokopiuk         | Polonia   |
| 10   | Lucelia Blanco           | Venezuela |
| 11   | Anna Emets               | Russia    |
| 12   | Edyta Ropek              | Polonia   |
| 13   | Francis Guillen          | Venezuela |
| 14   | Margarita Robles         | Colombia  |
| 15   | Alison Stewart-Patterson | Canada    |
| 15   | Natal'ja Titova          | Russia    |
| 17   | Paola Vázquez            | Ecuador   |